# 자연화된 인식론
자연화된 인식론은 자연 과학적 방법의 역할을 강조하는 인식론과 관련된 철학 견해의 모음이다. 지식을 연구하는 과학적 방법에 대한 이러한 공통된 강조는 많은 전통적인 철학적 질문에서 벗어나 지식 습득 경험적 과정으로 초점을 이동한다.
자연화된 인식론에 대한 일부 반대자들은 자연 과학 지식은 자연 과학인 인지 과학을 통해 얻은 지식에 의해 순환적으로 근거 할 수 없다고 주장한다.  몇몇 다른 반대자들은 잠재적 지식의 가치 형태가 가지고 있거나 부족한 것에 대한 질문을 적절하게 해결하기 위한 자연주의적 방법의 무능력에서 결함을 발견했다.
콰인의 자연화된 인식론은 과학 지식에 대한 전통적인 철학적 연구의 생산성에 대해 심각한 의심의 이유를 고려한다. 이러한 우려는 오랫동안 입증 된 철학자들이 급진적 회의주의의 문제, 특히 귀납에 대한 데이비드 흄의 비판에 대한 만족스러운 답을 찾을 수 없다는 점에서 제기된다. 빈 학파에 있거나 철학적으로 동정하는 사람들에 의해 수학을 순수한 논리로 축소하려는 동시대의 시도와 실패로 인해, 그는 의미나 진실과 관련된 과학적 지식에 대한 연구가 데카르트의 확실성 목표를 달성하지 못한다고 결론지었다. 과학적 지식과 두 가지 방식으로 작동하는 논리적 구조 사이의 번역을 구성 할 수 없다면, 순전히 논리적이고 집합 이론적 구성의 속성은 과학적 지식의 이해에 유용하게 도움이 되지 않는다.
콰인의 설명에 따르면, 과학의 의미와 진리를 철학적으로 찾는 전통적인 프로젝트를 추구하려는 시도는 자체적으로 실패했으며 보다 직접적인 심리학 방법에 비해 어떤 이점도 제공하지 못했다. 콰인은 분석 종합 구분을 거부하고 우리 신념의 전체론적 특성을 강조한다. 지식에 대한 전통적인 철학적 분석은 실패하기 때문에 지식을 연구하려는 사람들은 자연적인 과학적 방법을 사용해야 한다. 지식에 대한 과학적 연구는 지식에 대한 사변적 분석보다는 인간이 지식을 획득하는 방법에 초점을 맞춘 철학적 연구와 다르다. 콰인에 따르면, 그 자체가 과학의 토대가 되는 지식 연구 프로젝트를 기반으로 하는 과학에 대한이 호소는 더 심각한 결함에 대한 전통적인 철학적 방법을 배제한 후 사용할 수 있는 최상의 선택이기 때문에 순환성 때문에 무시되어서는 안 된다. 순환성의 이러한 식별과 관용은 콰인의 작업의 다른 곳에서 반영된다.
협동적 자연주의는 자연화된 인식론의 한 계열로, 우리의 심리적, 생물학적 한계와 능력이 인간 지식 연구와 관련이 있다고 한다. 경험적 작업은 인식론과 관련이 있지만 인식론 자체가 인간 지식 연구만큼 광범위 할 때만 가능하다.